# Municipio de Boeuf (condado de Franklin)
El municipio de Boeuf (en inglés: Boeuf Township) es un municipio ubicado en el condado de Franklin en el estado estadounidense de Misuri. En el año 2010 tenía una población de 2246 habitantes y una densidad poblacional de 10,1 personas por km².

## Geografía
El municipio de Boeuf se encuentra ubicado en las coordenadas 38°36′39″N 91°16′8″O / 38.61083, -91.26889. Según la Oficina del Censo de los Estados Unidos, el municipio tiene una superficie total de 222.4 km², de la cual 215,86 km² corresponden a tierra firme y (2,94 %) 6,55 km² es agua.

## Demografía
Según el censo de 2010, había 2246 personas residiendo en el municipio de Boeuf. La densidad de población era de 10,1 hab./km². De los 2246 habitantes, el municipio de Boeuf estaba compuesto por el 98 % blancos, el 0,18 % eran afroamericanos, el 0,31 % eran amerindios, el 0,98 % eran de otras razas y el 0,53 % eran de una mezcla de razas. Del total de la población el 1,29 % eran hispanos o latinos de cualquier raza.